# Classe p04 ns
La classe PO4 dels ferrocarrils holandesos va ser una locomotora de vapor creada entre 1920-1930 per Henschel a Kassel. En total, durant els deu anys que va transcórrer la seva creació, es van fabricar un total de 36 motors de 4 cilindres d'expansió simple per a aquesta locomotora.
Ús als ferrocarrils estatals Holandesos (NS)
El seu ús principal va ser per a ús de passatgers exprés per Holanda (cal esmentar que era per a vagons pesats). Els seus vagons eren nous, amb una carcassa d'acer i uns cotxes-llit presos de la classe 3700 4-6-0.
Es va començar a utilitzar comercialment el 1932. El seu pes màxim d'eix era d'unes divuit tones, que quan va començar la seva utilització, va causar problemes restrictius ferroviaris perquè no podia passar pel pont d'Ijissel-Utrecht i Groningen. Tenia un sistema de vàlvules Walshaert, els dos cilindres exteriors donaven una tracció al primer dels grups d'eixos que hi havia. La seva velocitat Max era de 110 km per hora. El seu disseny de tender i bogies era el mateix de la classe 3700 i 3600 i la seva caldera a les darreres locomotores 6300 4-8-4T(1930-1931). Va anar perdent importància, Països Baixos es va començar a electrificar i deixar de banda locomotores de vapor, van entendre que aquesta locomotora seria l'última locomotora de vapor (Exprés) feta i fabricada als Països Baixos. Aquestes locomotores tenien un treball intensiu per tres tripulants a cada locomotora diàriament. La seva eficàcia era molta, cosa que va fer que 22 locomotores de classe 6300 es tornessin a lliurar. Entre els trens internacionals hi havia ell “Rottterdam Lyord” que unia les poblacions de Marsella, ⁣ i com diu el nom, Rotterdam. També hi havia el 'Netherlands Lyord' que unia l'Haia-Gènova (via París) i el túnel de Mont Cenis, que es van inaugurar el 1936.

## Informació important
- Pressió de la caldera 4k g/cm2²
- Cilindres: 420x660mm
- Rodes motrius 1850 mm
- Àrea de graella: 3,2 m²
- Superfície d'escalfament: 150 m²
- Reescalfador: 53 m²
- Esforç de tracció: 13.575 Kg
- Pes total: Només el motor pesa 84 tones